# Hadrocodium
Hadrocodium wui
Genre
Espèce
Hadrocodium est un genre éteint de Mammaliaformes, qui vivait au Jurassique inférieur dans le Sud de la Chine. Une seule espèce est rattachée au genre, Hadrocodium wui, décrite en 2001. Elle est connue par un seul crâne, découvert en 1985 dans le Yunnan.

## Historique
Le genre Hadrocodium et l'espèce Hadrocodium wui ont été décrits en 2001 par Zhe-Xi Luo (d), Alfred W. Crompton (d) et Ai-Lin Sun (d), sur la base d'un unique fossile trouvé en 1985 dans la formation Lufeng, dans le Yunnan, en Chine.
Le nom de genre Hadrocodium fait référence à sa grande capacité crânienne relative. Il est tiré du grec hadrós (ἁδρός : grand, large) et du latin codium, lui-même du grec kṓdeia (κώδεια : tête). L'épithète spécifique wui rend hommage au découvreur du fossile Xiao-Chun Wu.

## Datation
Le fossile est daté du Jurassique inférieur (Sinémurien), il y a environ 195 millions d'années (Ma).

## Description
Le crâne fossile possède une capacité endocrânienne élevée par rapport à sa taille. La mandibule ne montre pas de creux postdentaire, ce qui indique une séparation entre les os de l'oreille moyenne et la mandibule.
La longueur totale de l'animal a été estimée à seulement 3,2 cm pour une masse d'environ 2 grammes, ce qui en fait l'un des plus petits Mammaliaformes connus.

## Paléobiologie
Hadrocodium était un animal nocturne. En 2008, on ne savait toujours pas si cet animal était poïkilotherme (à sang froid) ou homéotherme (à sang chaud).

## Phylogénie
Hadrocodium représente un genre isolé, pas encore attribué à un sous-groupe déterminé au sein des Mammaliaformes. Il pourrait être plus dérivé (plus proche des Mammifères) que le groupe des Docodonta, dont les fossiles connus sont pourtant plus récents.

## Analyse
Ce fossile montre que les caractères crâniens typiquement mammaliens sont âgés d'au moins 195 Ma, et suggère une possible corrélation entre la morphologie de l'oreille moyenne et  la capacité crânienne. Plusieurs innovations évolutives mammaliennes ont pu apparaitre successivement tout au long de la lignée mammaliaforme, bien avant l'apparition des Mammifères stricts.
La coexistence dans la même faune d'Hadrocodium avec d'autres Mammaliaformes plus grands mais portant des dents similaires de type triconodonte, adaptées à un régime insectivore, suggère une grande diversité trophique chez les Mammaliaformes insectivores de l'époque.

## Publication originale
- (en) Zhe-Xi Luo, Alfred W. Crompton et Ai-Lin Sun, « A new mammaliaform from the early Jurassic and evolution of mammalian characteristics », Science, Amérique septentrionale, AAAS, vol. 292, no 5521,‎ 25 mai 2001, p. 1535-1540 (ISSN 0036-8075 et 1095-9203, OCLC 1644869, PMID 11375489, DOI 10.1126/SCIENCE.1058476).